# Lago Lang
El lago Lang (en alemán: Langsee) es un lago situado en el distrito de Rostock, en el estado de Mecklemburgo-Pomerania Occidental (Alemania), a una altitud de 50.1 metros; tiene un área de 82 hectáreas.
Se encuentra ubicado a pocos kilómetros al noroeste del lago Müritz, el mayor de Alemania.